# 단골 손님
"단골 손님"은 한국에서 제작된 강대진 감독의 1964년 영화이다. 강신성일 등이 주연으로 출연하였고 차태진 등이 제작에 참여하였다.

## 출연

### 주연
- 강신성일
- 엄앵란
- 김승호

## 기타
- 원작자: 김영수
- 조명: 고해진
- 미술: 홍성칠